# Vado (Palencia)
Vado es una localidad y también una pedanía del municipio de Dehesa de Montejo en la provincia de Palencia, en la Comunidad Autónoma de Castilla y León, España.

## Geografía
En la comarca de la Peña al norte de la provincia de Palencia, 1.500 metros al este de Cervera de Pisuerga y con acceso desde la carretera provincial PP-2129 que tiene su inicio en el puente de Valdesgares sobre el río Rivera en la carretera autonómica CL-627.Este río es afluente por la margen izquierda del Pisuerga, curso fluvial que limita ambos términos municipales.

## Comunicaciones
- Carretera autonómica CL-627
- Ferrocarril de La Robla, estación de Vado-Cervera (K-130.935) a 1036 m s. n. m.,[1] Desde la misma se disfruta de un excepcional paisaje.[2]

## Demografía
Evolución de la población en el siglo XXI
| Gráfica de evolución demográfica de Vado entre 2000 y 2020         |
|                                                                    |
| Población de derecho (2000-2020) según el padrón municipal del INE |

## Historia
A la caída del Antiguo Régimen la localidad se constituye en municipio constitucional y que en el censo de 1842 contaba con 22 hogares y 114 vecinos, para posteriormente integrarse en Dehesa de Montejo.

## Patrimonio

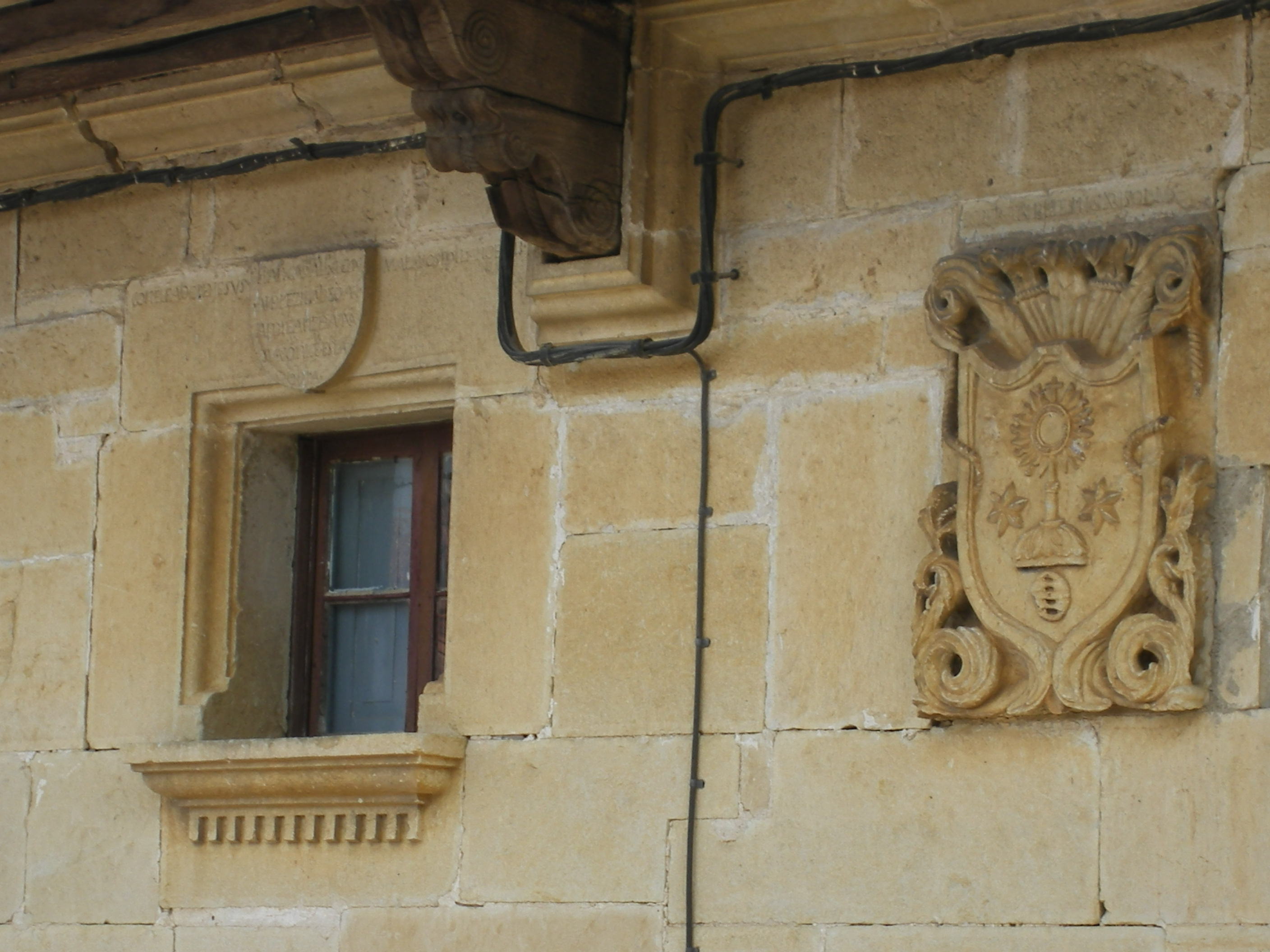
Detalle de la fachada de con su escudo.

Eremitorio rupestre de san Vicente, situado en la confluencia de los ríos Pisuerga y Rivera, al norte de la localidad. Dos sepulcros antropomorfos tallados en la roca.
La iglesia parroquial de San Sebastián es un edificio gótico con reformas y ampliaciones de la época barroca. Una sola nave cubierta con bóveda de crucería estrellada. En su interior destaca el retablo mayor del siglo XVII y la cajonería de la sacristía, de la misma época. A los pies de la iglesia nace un pequeño manantial "La legaña".
Un edificio neoclásico del siglo XVIII fechado en 1713, la casona consta de dos plantas. La fachada de la entrada principal es de sillería. En la misma se aprecia un blasón con temas religiosos. El dintel de la ventana más próxima tiene esculpido un escudo con inscripción en latín, y narra detalles sobre la construcción del edificio. El resto de la fachada es de mampostería, a excepción de las ventanas, la separación de las plantas y las esquinas del edificio, que llevan piedras de sillería.